# 宗艾镇
宗艾镇，是中华人民共和国山西省晋中市寿阳县下辖的一个乡镇级行政单位。

## 行政区划
宗艾镇下辖以下地区：
宗艾村、范村、荣生村、蔚河村、下洲村、东光村、沟西村和神武村。